# 陳士爭
陈士争（1963年—）是旅美华裔戏剧导演、编剧。

## 生平
1963年生于长沙。幼年经历了文化大革命的动荡，沦为孤儿。毕业于湖南省艺术学校戏剧专业。1987年渡美，在纽约大学艺术学院获得了戏剧导演硕士学位。
2003年，他用英文把中国古典悲剧《赵氏孤儿》搬上了美国歌剧舞台。
2007年，他执导了生涯的首部电影《暗物质》，改编自美国1991年真实的卢刚事件。